# Brussels Black Angels 2020
Questa voce raccoglie le informazioni riguardanti i Brussels Black Angels nelle competizioni ufficiali della stagione 2020.

## Prima squadra

### BAFL Elite Division 2020

#### Stagione regolare
| Anderlecht 16 febbraio 2020, ore 14:00 2ª giornata | Brussels Black Angels | 34 – 0 | Ghent Gators |  |

| Liegi 1º marzo 2020, ore 14:00 3ª giornata | Liège Monarchs | 0 – 31 | Brussels Black Angels |  |

| Roux 15 marzo 2020, ore 14:00 5ª giornata | Charleroi Coal Miners | - – - | Brussels Black Angels |  |

| Anderlecht 5 aprile 2020, ore 14:00 7ª giornata | Brussels Black Angels | - – - | Antwerp Argonauts |  |

| Ostenda 26 aprile 2020, ore 19:00 9ª giornata | Ostend Pirates | - – - | Brussels Black Angels |  |

| Anderlecht 17 maggio 2020, ore 14:00 11ª giornata | Brussels Black Angels | - – - | Brussels Tigers |  |

| Anderlecht 31 maggio 2020, ore 14:00 13ª giornata | Brussels Black Angels | - – - | Limburg Shotguns |  |

### Statistiche di squadra
| Competizione | %Vittorie | In casa | In casa | In casa | In casa | In casa | In casa | In trasferta | In trasferta | In trasferta | In trasferta | In trasferta | In trasferta | Totale | Totale | Totale | Totale | Totale | Totale |
| Competizione | %Vittorie | G       | V       | N       | P       | Pf      | Ps      | G            | V            | N            | P            | Pf           | Ps           | G      | V      | N      | P      | Pf     | Ps     |
| ------------ | --------- | ------- | ------- | ------- | ------- | ------- | ------- | ------------ | ------------ | ------------ | ------------ | ------------ | ------------ | ------ | ------ | ------ | ------ | ------ | ------ |
| Campionato   | 1.000     | 1       | 1       | 0       | 0       | 34      | 0       | 1            | 1            | 0            | 0            | 31           | 0            | 2      | 2      | 0      | 0      | 65     | 0      |
| Totale       | 1.000     | 1       | 1       | 0       | 0       | 34      | 0       | 1            | 1            | 0            | 0            | 31           | 0            | 2      | 2      | 0      | 0      | 65     | 0      |

## Seconda squadra

### BAFL Development League 2020

#### Stagione regolare
| Berchem-Sainte-Agathe 15 marzo 2020, ore 15:00 2ª giornata | COF Atomics | - – - | Brussels Black Angels 2 |  |

| 29 marzo 2020 3ª giornata | Brussels Black Angels 2 | - – - (annullata) | Soumagne Raptors |  |

| Amay 17 maggio 2020, ore 14:00 5ª giornata | Brussels Black Angels 2 | - – - | COF Atomics |  |

| 7 giugno 2020 6ª giornata | Soumagne Raptors | - – - | Brussels Black Angels 2 |  |

### Statistiche di squadra
| Competizione | %Vittorie | In casa | In casa | In casa | In casa | In casa | In casa | In trasferta | In trasferta | In trasferta | In trasferta | In trasferta | In trasferta | Totale | Totale | Totale | Totale | Totale | Totale |
| Competizione | %Vittorie | G       | V       | N       | P       | Pf      | Ps      | G            | V            | N            | P            | Pf           | Ps           | G      | V      | N      | P      | Pf     | Ps     |
| ------------ | --------- | ------- | ------- | ------- | ------- | ------- | ------- | ------------ | ------------ | ------------ | ------------ | ------------ | ------------ | ------ | ------ | ------ | ------ | ------ | ------ |
| Campionato   | -         | -       | -       | -       | -       | -       | -       | -            | -            | -            | -            | -            | -            | -      | -      | -      | -      | -      | -      |
| Totale       | -         | -       | -       | -       | -       | -       | -       | -            | -            | -            | -            | -            | -            | -      | -      | -      | -      | -      | -      |